# Miejsce artykulacji
Miejsce artykulacji – nieruchomy narząd mowy, przy którym dochodzi do największego zbliżenia lub zwarcia w czasie artykulacji spółgłoski. Sposób, miejsce i narząd artykulacji determinują ukształtowanie kanału głosowego i decydują o barwie dźwięku.

Miejsce artykulacji:
1. zewnętrzna część górnej wargi, 2. wewnętrzna część górnej wargi, 3. górne zęby, 4. dziąsła, 5. za dziąsłami, 6. przednia cześć podniebienia twardego, 7. podniebienie twarde, 8. podniebienie miękkie, 9. języczek, 10. gardło, 11. krtań
Narząd artykulacji:
11. struny głosowe, 12. nagłośnia, 13. korzeń języka, 14. tył języka, 15. środek języka, 16., 17., 18. przód języka (dokładniej 16. artykualcja laminalna, 17. apikalna, 18. subapikalna), 1. zewnętrzna część dolnej wargi, 2. wewnętrzna część dolnej wargi

Według kryterium miejsca artykulacji wyróżnia się następujące typy:
- spółgłoski wargowe (spółgłoski labialne) – tworzone przy górnej wardze (jej wewnętrznej lub zewnętrznej stronie),
- spółgłoski zębowe (spółgłoski dentalne) tworzone przy górnych zębach,
- spółgłoski dziąsłowe (spółgłoski alweolarne) – tworzone przy dziąsłach lub za nimi,
- spółgłoski podniebienne (spółgłoski palatalne, twardopodniebienne) – tworzone przy podniebieniu twardym,
- spółgłoski miękkopodniebienne (spółgłoski welarne) – tworzone przy podniebieniu miękkim
- spółgłoski języczkowe (spółgłoski uwularne) – artykułowane z udziałem języczka
- spółgłoski gardłowe (spółgłoski faryngalne) – artykułowane z udziałem tylnej ściany gardła,
- spółgłoski krtaniowe (spółgłoski laryngalne) – artykułowane przy pomocy krtani.

Niektóre z wymienionych miejsc artykulacji obejmuje pewien (mniejszy lub większy) odcinek, np. podniebienie twarde, zachodzi więc potrzeba dokładniejszego określania miejsca artykulacji. Używa się wówczas przedrostków przednio-, środkowo-, za- (odpowiednio pre-, medio-, post-) np. 
- spółgłoski zadziąsłowe (spółgłoski postalweolarne),
- spółgłoski przedniopodniebienne (spółgłoski prepalatalne).

Często terminu miejsce artykulacji używa się w szerszym pojęciu, które obejmuje także ruchomy narząd mowy. (Lista wyróżnianych grup spółgłosek ze względu na tak rozumiane miejsce artykulacji, zob. narząd artykulacji.)
W przypadku niektórych spółgłosek mamy do czynienia z podwójnym miejscem artykulacji, np. z artykulacją wargowo-tylnojęzykową. Istnieją też głoski z drugorzędnym miejscem artykulacji. Prócz głównego miejsca artykulacji spółgłoska może być wymawiana:
- z dodatkowym udziałem warg (zaokrągleniem ust, labializacja),
- z dodatkowym zwężeniem w okolicy podniebienia twardego (palatalizacja),
- z dodatkowym zwężeniem w okolicy podniebienia miękkiego (welaryzacja),
- z dodatkowym zbliżeniem do tylnej ściany gardła (faryngalizacja).